# Hailey's On It!
Hailey's On It! (conocida en Hispanoamérica como ¡Hailey está en ello! y en España como Hailey, ¡A por Todas!) es una serie de televisión de aventuras y comedia animada estadounidense creada por Devin Bunje y Nick Stanton. Es producida por Disney Television Animation. La serie se estrenó el 8 de junio de 2023 en Disney Channel.

## Sinopsis
La serie, ambientada en Oceanside, California, sigue a Hailey Banks, una niña de 14 años a la que no le gusta correr riesgos. Su vida da un vuelco durante la celebración de Año Nuevo cuando recibe la visita de una científica que proviene del futuro. De la visita de la científica, Hailey se entera de que completar una larga lista de tareas que escribió será el inicio importante de una cadena de eventos que la llevarán a inventar un dispositivo que se utilizará para salvar el planeta entero al revertir el calentamiento global. Ahora, Hailey debe superar sus miedos, completar tareas imposibles y poco prácticas y enfrentar sus sentimientos hacia Scott, su mejor amigo. Sin embargo, algunos de sus logros se verán amenazados por los Chaos Bots, pequeños robots del futuro enviados por un misterioso villano que quiere impedirle terminar su lista y salvar el mundo.

## Reparto
| Personaje              | Actor de voz original  | Actor de doblaje latino | Actor de doblaje español |                        |
| Personajes principales | Personajes principales | Personajes principales  | Personajes principales   | Personajes principales |
| ---------------------- | ---------------------- | ----------------------- | ------------------------ | ---------------------- |
| Hailey Banks           | Auli'i Cravalho        | Danna Alcalá            | Ana de Castro            |                        |
| Scott Denoga           | Manny Jacinto          | Sergio Maya             | Miguel Antelo            |                        |
| Beta                   | Gary Anthony Williams  | Rick Loera              | Néstor Moreno            |                        |
| Personajes secundarios |                        |                         |                          |                        |
| Kai Banks              | Cooper Andrews         | Pisano                  | Juan Antonio Arroyo      |                        |
| La profesora           | Sarah Chalke           | Jocelyn Robles          | María del Mar Jorcano    |                        |
| Kristine Sánchez       | Amanda Leighton        | Montserrat Mendoza      | Cristina Yuste           |                        |
| Zoot                   | Kyle S. More           | Eduardo Gutiérrez       | Antonio Cremades         |                        |

### Personajes episódicos
| Personaje                   | Actor de voz original | Actor de doblaje (Hispanoamérica)   | Actor de doblaje (España) | Episodio |
| --------------------------- | --------------------- | ----------------------------------- | ------------------------- | -------- |
| Locutor del Cero Gravitrón  | ¿?                    | Por identificar                     | ¿?                        | 1        |
| Cupido en El túnel del amor | ¿?                    | Miguel Ángel Ruiz                   | ¿?                        | 1        |
| Bill Board                  | Carlos Alzaraqui      | ¿?                                  | José Padilla              | 5a       |
| Frank, el flamenco          | Dee Bradley Baker     | ¿?                                  | Jorge Fernández Rojas     | 6a       |
| Joanne Droid                | Erica Lindbeck        | ¿?                                  | Laura Pastor              | 9b       |
| Omega                       | Keith Ferguson        | ¿?                                  | Miguel Ángel Garzón       | 11       |
| Tatcher                     | Jess Harnell          | ¿?                                  | Miguel Ángel Garzón       | 8b       |
| Tatcher                     | Jess Harnell          | Jon Ciriano (canc. "Sueño soleado") |                           |          |
| Kylie                       | Kari Wahlgren         | ¿?                                  | Margot Lago               | 8b       |
| Bailey                      | Kimberly Brooks       | ¿?                                  | ¿?                        | 8b       |

## Episodios
| No. serie | No. temp. | Título | Estreno Original         | Estreno en Latinoamérica | Estreno en España     | Cod. Prod. | Audiencia |
| --------- | --------- | --- | ------------------------ | ------------------------ | --------------------- | ---------- | --------- |
| 1         | 1         | «El comienzo de la amistad (LA/ES)» «The Beginning of the Friend» | 8 de junio de 2023       | 11 de diciembre de 2023  | 19 de febrero de 2024 | 101        | 0.14      |
| 2         | 2         | «Beta de pesca es pescado / El salvaje reto (LA) El tocho y el pez / El salvaje, salvaje desastre (ES)» «Beta'd and Hooked / The Wild, Wild Mess»                                                        | 8 de junio de 2023       | 12 de diciembre de 2023  | 19 de febrero de 2024 | 103        | 0.10      |
| 3         | 3         | «El último castillo / El show debe ser estruendoso (LA) La última arena / El espectáculo debe salir mal (ES)» «The Last Sand / The Show Must Go Wrong»                                                   | 17 de junio de 2023      | 13 de diciembre de 2023  | 21 de febrero de 2024 | 102        | 0.12      |
| 4         | 4         | «Los Cúbix / Disfrazados (LA) Colegas Cubix / Timados (ES)» «Cubix Dudes / Cos-played» | 17 de junio de 2023      | 14 de diciembre de 2023  | 22 de febrero de 2024 | 106        | 0.10      |
| 5         | 5         | «Viaje accidentado / Escape peligroso (LA) De viaje / La fuga Maldita (ES)» «Road Trippin / Escape Doom»                                                                                                 | 24 de junio de 2023      | 15 de diciembre de 2023  | 26 de febrero de 2024 | 105        | 0.15      |
| 6         | 6         | «El flamenco tiene que irse / El salpicón de las bandas (LA) El flamenco debe irse / La salpicadura de los grupos (ES)» «The Flamingo Must Flamin-Go / Splatter of the Bands»                            | 24 de junio de 2023      | 18 de diciembre de 2023  | 27 de febrero de 2024 | 107        | 0.15      |
| 7         | 7         | «Reivindicando el faro / Bailando al ritmo que bailaba mamá (LA) Recuperar la baliza familiar / Baila como si no te viera ninguna madre (ES)» «Bringing Home the Beacon / Dance Like No Mom is Watching» | 1 de julio de 2023       | 19 de diciembre de 2023  | 28 de febrero de 2024 | 108        | 0.15      |
| 8         | 8         | «Kristine-ceañera / El lío de los Puffle (LA) Kristine-ceañera / La bronca de los Puffle (ES)» «Kristine-ceañera / The Puffle Kerfuffle»                                                                 | 1 de julio de 2023       | 20 de diciembre de 2023  | 29 de febrero de 2024 | 109        | —         |
| 9         | 9         | «Locos por las acrobacias / Esto huele a espíritu de triunfo (LA) Dando Volteretas / Huele a espíritu de reina (ES)» «Flippin' Out / Smells Like Queen Spirit»                                           | 8 de julio de 2023       | 21 de diciembre de 2023  | 22 de abril de 2024   | 110        | —         |
| 10        | 10        | «Atrapando felinos / Una noche de locura pop (LA) Capturando felinos / Todo va a salir Ok-Pop (ES)» «Catching Felines / It's All Gonna Be OK-Pop»                                                        | 8 de julio de 2023       | 22 de diciembre de 2023  | 23 de abril de 2024   | 104        | —         |
| 11        | 11        | « O.V.N.I. ¡Guau! (LA) Ovni… ¡Vaya! (ES)» «U.F.Whoa!» | 15 de julio de 2023      | 6 de marzo de 2024       | 24 de abril de 2024   | 111        | —         |
| 12        | 12        | «Vive el día / La oportunidad del beso (LA) Aprovecha el día / Oportunidades de beso (ES)» «Seas the Day / Kissed Opportunities»                                                                         | 22 de julio de 2023      | 6 de marzo de 2024       | 25 de abril de 2024   | 112        | —         |
| 13        | 13        | «En busca de dinosaurios / Un desliz sorpresivo (LA) Unas vistas para dinosaurios / Al tobogán (ES)» «Sight for Dinosaur Eyes / Along for the Slide»                                                     | 29 de julio de 2023      | 13 de marzo de 2024      | 13 de mayo de 2024    | 113        | —         |
| 14        | 14        | «Hailey chaqueta de piel / En caso de emergencia (LA) Chaqueta de Cuero / En un apuro (ES)» «Leather Jacket Hailey / In a Pinch»                                                                         | 5 de agosto de 2023      | 13 de marzo de 2024      | 14 de mayo de 2024    | 114        | —         |
| 15        | 15        | «El gas de la discordia / ¿Quién liberó a los perros? (Hailey) (LA) El Pedo de la guerra / ¿Quién ha soltado a los perros? (Hailey) (ES)» «The Fart of War / Who Let the Dogs Out? (Hailey)»             | 12 de agosto de 2023     | 20 de marzo de 2024      | 15 de mayo de 2024    | 115        | —         |
| 16        | 16        | «Beta odia a... / El laberinto del maizal» «Beta's Gonna Hate / The A-maize-ing Maze» | 29 de septiembre de 2023 | 20 de marzo de 2024      | —                     | 116        | —         |
| 17        | 17        | «Sé lo que hiciste la pijamada pasada / La dama y el trampolín (LA) Sé lo que hicisteis la última fiesta / La dama y la cama elástica (ES)» «I Know What You Did Last Slumber / Lady and the Trampoline» | 14 de octubre de 2023    | 12 de junio de 2024      | 16 de mayo de 2024    | 117        | —         |
| 18        | 18        | «El sándwich de Scott / Aves en peligro de extinción (LA)» «Scott's on a Roll / Bye Bye Birdies» | 21 de octubre de 2023    | 12 de junio de 2024      | —                     | 118        | —         |
| 19        | 19        | «Francamente fabulosa / Papá es más sabio que "El Martillo" (LA)» «Frankly Fabulous / The Pin is Mightier Than the Swole»                                                                                | 28 de octubre de 2023    | 19 de junio de 2024      | —                     | 119        | —         |
| 20        | 20        | «Te deseamos una feliz Navi... caos» «We Wish You a Merry Chaos-mas» | 1 de diciembre de 2023   | 19 de junio de 2024      | —                     | 120        | —         |
| 21        | 21        | «La sirena de Oceanside / Casa llena (por plagas)» «Mer-made in Oceanside / Full House (of Bugs)» | 16 de marzo de 2024      | 26 de junio de 2024      | —                     | 121        | —         |
| 22        | 22        | «El árbitro ama los strikes / ¿Mago? Imposible» «The Umpire Strikes Back / Magician: Impossible» | 23 de marzo de 2024      | 26 de junio de 2024      | —                     | 122        | —         |
| 23        | 23        | «Un oso arruinó mi peinado / Odisea de una boda» «Bad Bear Deay / 2001: A Spouse Odyssey» | 30 de marzo de 2024      | 7 de agosto de 2024      | —                     | 123        | —         |
| 24        | 24        | «La rebelión de los castigados / No más arroz de Kai» «The Saw-Shank Redemption / No More Mr. Rice» | 6 de abril de 2024       | 7 de agosto de 2024      | —                     | 124        | —         |
| 25        | 25        | «El ataque de los chillidos / Intenciones geniales» «When Squeeples Attack / Cool Intentions» | 13 de abril de 2024      | 14 de agosto de 2024     | —                     | 125        | —         |
| 26        | 26        | «Una experiencia cuerpo a cuerpo en luchas / Salvando ballenas» «Out of Body Slam Experience / Get Whale Soon»                                                                                           | 20 de abril de 2024      | 14 de agosto de 2024     | —                     | 126        | —         |
| 27        | 27        | «Cómo Kristine recuperó su pasión / La gran estafa de Oceanside» «How Kristine Goat Her Groove Back / Oceanside's 11»                                                                                    | 27 de abril de 2024      | 21 de agosto de 2024     | —                     | 127        | —         |
| 28        | 28        | «Mamá sabe más que yo / Estudiante de la semana» «Smother Knows Best / Student of the Weak» | 4 de mayo de 2024        | 21 de agosto de 2024     | —                     | 128        | —         |
| 29        | 29        | «El mejor luger / Nace una impostora» «The Biggest Luger / An Imposter Is Born» | 11 de mayo de 2024       | 28 de agosto de 2024     | —                     | 129        | —         |
| 30        | 30        | «Quiero bailar con mi amigo» «I Wanna Dance With My Buddy» | 18 de mayo de 2024       | 28 de agosto de 2024     | —                     | 130        | —         |

## Producción

### Desarrollo
El primer concepto de Hailey's On It!. fue concebido cuando a Devin Bunje y Nick Stanton se les ocurrió el escenario de una niña que no presta atención a un mensajero que viaja en el tiempo. El dúo se interesó en los personajes y poco a poco comenzó a desarrollar lo que eventualmente se convertiría en la serie.
El 18 de noviembre de 2021, Disney Branded Television anunció que Hailey's On It! había recibido luz verde para una primera temporada de 20 episodios. Meredith Roberts, ejecutiva de Disney Television Animation, describió la serie como la primera serie animada de Bunje y Stanton, y la llamó una «comedia trepidante» con «historias fundamentadas» y «corazón»,  lo que la convirtió en «un ajuste perfecto» para Disney. Se describió que la serie estaba dirigida a niños de entre 6 y 14 años y sus familias. El 15 de junio de 2022, Disney Branded Television reveló que Hailey's On It! recibiría 10 episodios adicionales, elevando el total de 20 episodios a 30 episodios para la primera temporada.
También se anunció que Howy Parkins sería coproductor ejecutivo, junto con Bunje y Stanton, y director supervisor. Los informes también confirmaron a Wade Wisinski como productor del programa, Karen Graci como editora de historia del programa y Lee Ann Dufour como directora de arte de la serie. En diciembre de 2022, el Daily Sundial informó que el artista Jaison Wilson, que trabajó en The Princess and the Frog, La ley de Milo Murphy, Candace contra el universo y Amphibia, estaría trabajando en la serie. El 28 de abril, se lanzó el primer avance del programa, y un comunicado de prensa señaló que el elenco invitado del programa incluye a Brian Jordan Alvarez, Blake Anderson, Mick Foley, Jo Koy, Jack McBrayer, Bebe Neuwirth, Chris Parnell, Tim Robinson, Natasha Rothwell, Brandon Smith, Martin Starr y Al Yankovic. El mismo día, se anunció que Cat Harman-Mitchell y Leslie Park serían directoras de la serie.

### Escritura
Los escritores de la serie incluyen a Mary Gulino y Kevin Yee.Karen Graci se desempeña como editora de historias. Bunje y Stanton dijeron que el uso de la animación les dio una mayor libertad creativa que sus obras de acción en vivo. Debido a los constantes cambios realizados en la historia del programa durante el desarrollo, los escritores evitaron deliberadamente que el contenido de la lista de Hailey estuviera completamente definido, y en su lugar querían que el contenido se concibiera a medida que desarrollaban la historia de cada episodio para permitir mayor libertad creativa y flexibilidad.
El personaje de Beta se creó porque los escritores querían una forma de "organizar y priorizar elementos de la lista" sin depender siempre de la lista en sí, con la idea de que se concibiera un teléfono inteligente tecnológicamente avanzado debido a la dinámica que ese personaje podría tener con Hailey. Beta originalmente estaba destinado a ser un personaje secundario, pero su papel se amplió después de que los escritores disfrutaron de la actuación de Gary Anthony Williams y lo desarrollaron aún más.

### Música
La serie presenta pistas de K-pop, pop-rock, EDM y teatro musical. Una banda sonora digital con seis canciones originales fue lanzada el 9 de junio por Walt Disney Records. Matthew Tishler y Andrew Underberg son compositores de la serie.